# Hitjašvut ha-Elef

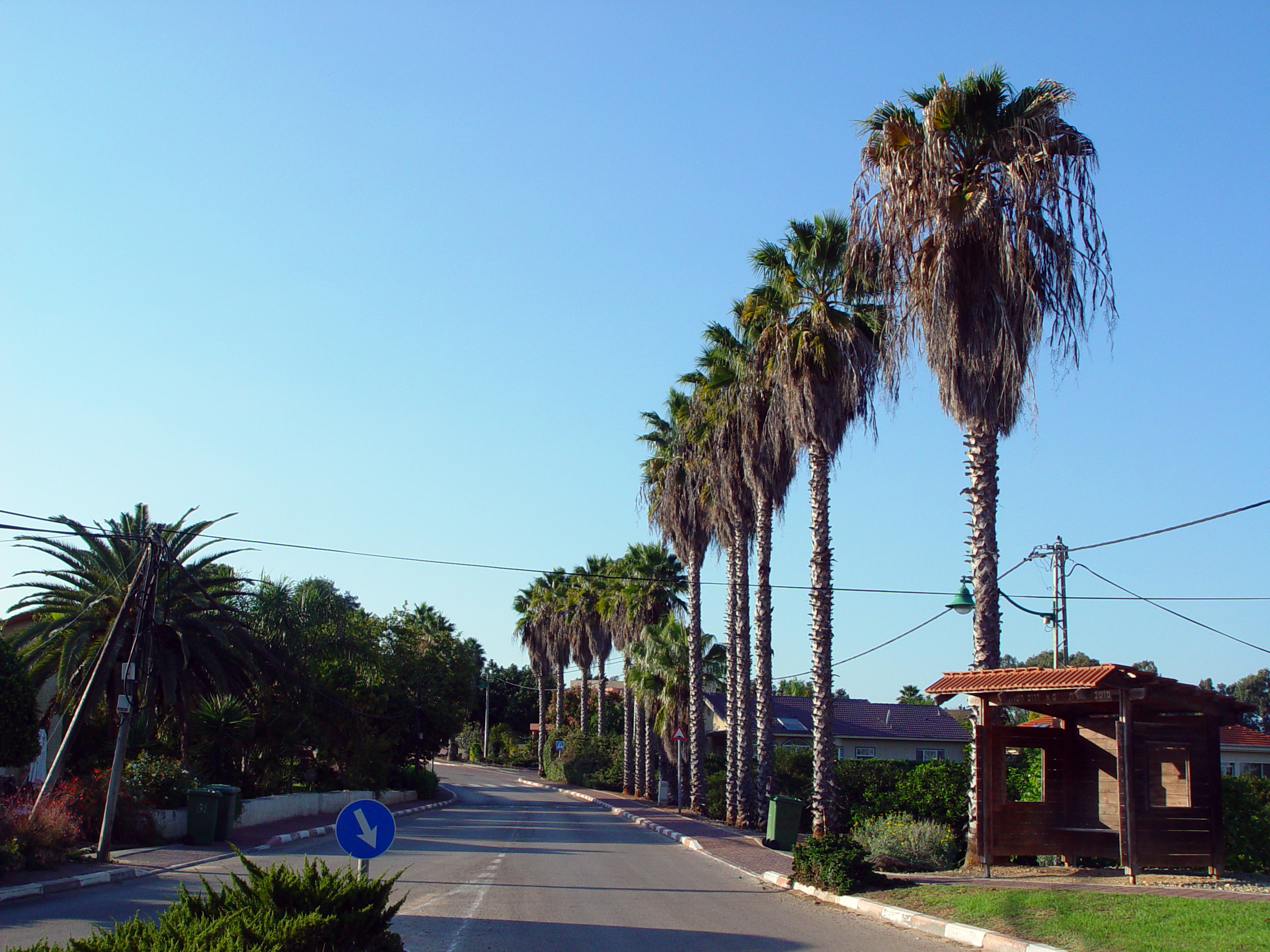
Mošav Cofit z roku 1933

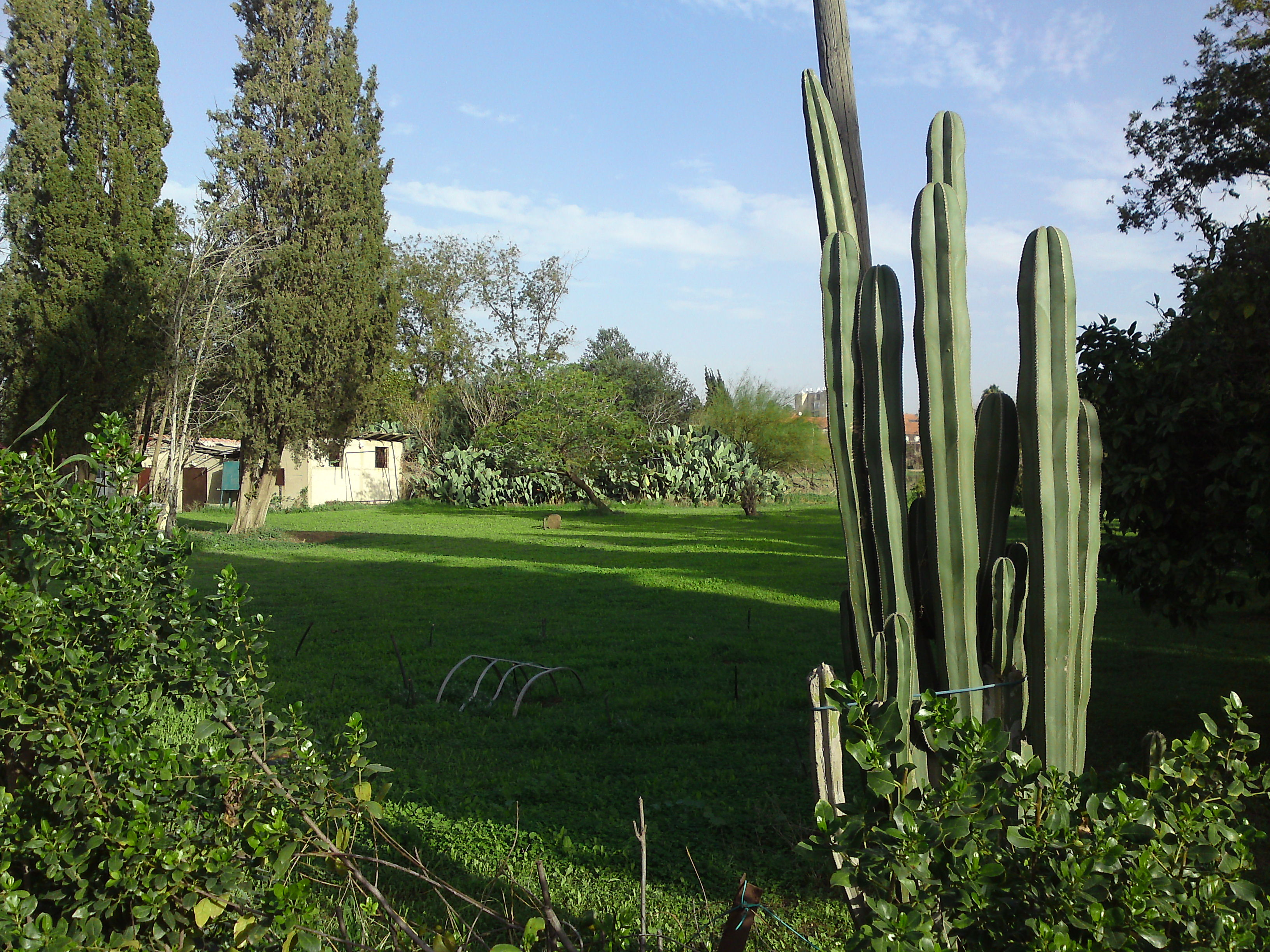
Mošav Gibton z roku 1933

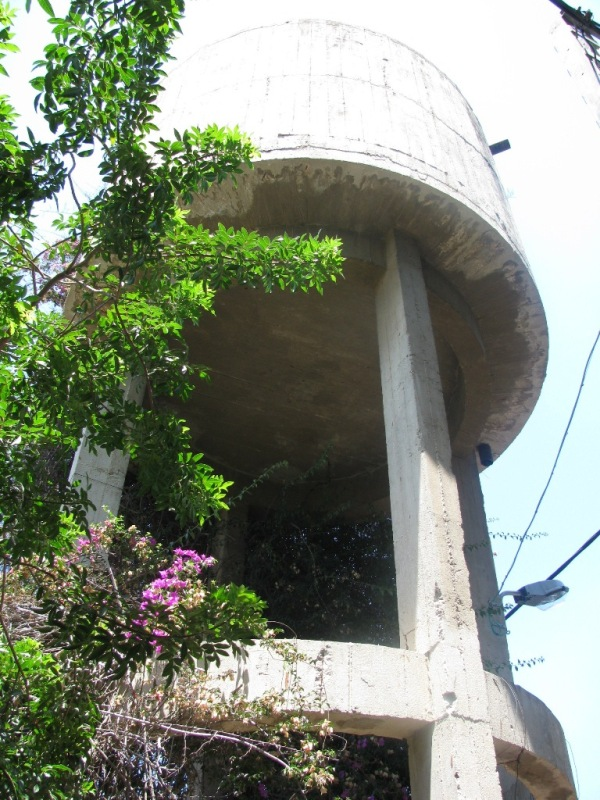
Věž na vodu v mošavu Avichajil z roku 1932

Hitjašvut ha-Elef (hebrejsky: התיישבות האלף, doslova Usídlení tisíce)  byl židovský osidlovací program spuštěný ve 30. letech 20. století v mandátní Palestině.
Šlo o jednu z hromadně plánovaných osidlovacích akcí, které byly v mandátní Palestině spuštěny v dobách páté alije. Měla spočívat v urychleném založení menších zemědělských osad, které by obklopily vybraných jedenáct již existujících židovských vesnic a vytvořily tak územně kompaktní bloky židovského osídlení. Mělo tak být poskytnuto ubytování a obživa 1000 židovských rodin. Plán byl iniciován skupinou zemědělských osadníků a mluvilo se o něm již na 16. sionistickém kongresu roku 1929. Dalším faktorem, který vedl ke spuštění tohoto programu, byla zkušenost z arabských nepokojů v roce 1929, kdy byly některé izolované židovské osady napadeny Araby a zničeny, čímž se zvýšila nutnost budování kompaktnějších židovských sídelních sítí.
Plán byl spuštěn v roce 1932 a byl soustředěn převážně do regionu Šaronské planiny (hlavně oblast Emek Chefer) a do prostoru od ní na jih, tedy jižně od Tel Avivu (region Šefela neboli Judská nížina). Rok 1932 zároveň znamenal prudké oživení osidlovací aktivity v celé Palestině, tedy i mimo rámec projektu Hitjašvut ha-Elef. Během jednoho roku zde vzniklo 15 nových židovských osad (nejvíc od počátku novověkého osidlování země).
Dominantním typem vesnic zřizovaných v rámci programu Hitjašvut ha-Elef byly zemědělské mošavy, tedy družstevní osady s jistou mírou ekonomické koordinace mezi členskými rodinami. Na rozdíl od prvních mošavů zřizovaných v Palestině v předchozích letech měly tyto v průměru menší rozlohu jednotlivých rodinných hospodářství, protože se počítalo, že část příjmů obce bude pocházet z práce mimo mošav, na stavbách nebo při zemědělských aktivitách v sousedních větších osadách. V rámci programu Hitjašvut ha-Elef vznikly například vesnice Kfar Bilu, Bejt Oved, Cofit, Kfar Hess , Rišpon, Giv'at Chajim nebo Gan Šlomo (Kvucat Schiller). Dále se sem počítá vesnice Gibton, Giv'at Chen, Ganej Am, Avichajil, Kfar Ma'as, Jarkona  a Neta'jim.
Plánovaného počtu 1000 nově usazených židovských rodin se ale nakonec nepodařilo dosáhnout. Koncem 30. let 20. století pak židovská komunita v Palestině zvolila jinou metodu masivního osidlování a započala v regionech se strategickým významem a s okolní silnou arabskou populací budovat malé opevněné osady zvané Hradba a věž.